# Rossa Matilda Richter
Rossa Matilda Richter, ps. Zazel (ur. 7 kwietnia 1860 r. we Londynie, zm. 8 grudnia 1937 r. w Peckham) – brytyjska akrobatka i artystka cyrkowa.  

## Życiorys
Urodziła się 7 kwietnia 1860 r. w Londynie. Jej ojciec był agentem, który zaopatrywał cyrk w zwierzęta i rekrutował wykonawców, zaś matka byłą tancerką. Już jako dziecko uczyła się chodzenia po linie, uczęszczała na lekcje baletu, gimnastyki i trapezu. Jako artystka cyrkowa zadebiutowała pod pseudonim La Petite Lulu jako kilkulatka. Jeszcze jako dziecko specjalizowała się w skoku na trapezie i wieku 12 lat podróżowała po Europie z japońską grupą akrobatyczną. Podczas tych występów miała wypadek, po którym została zmuszona do powrotu do domu.
W tym samym czasie w Królewskim Akwarium w Londynie zatrudniło Williama Leonarda Hunta ps. Wielki Farini, który w ramach przyciągania nowych widzów postanowił wykorzystać własnej konstrukcji armatę do wystrzeliwania ludzi w powietrze, która w rzeczywistości była katapultą, a proch strzelniczy był używany jedynie jako efekt dźwiękowy. Pomimo niechęci ojca, ale przy poparciu matki, Wielki Farini zatrudnił ją do występów. Zazel swoimi występami zyskała sławę, ale jej relacje z Farinim były złe z powodu niskiego wynagrodzenia, jakie dostawała za swoje występy. Kiedy do Londynu przyjechał Phineas Taylor Barnum, właściciel Barnum & Bailey Circus, Zazel zatrudniła się w jego cyrku i odbyła tournée z jego cyrkiem po Francji oraz Stanach Zjednoczonych i poślubiła jego agenta prasowego, George'a Oscara Starra. 
Występy z armatą były niebezpieczne, część cyrkowców zginęła lub doznała poważnego uszczerbku na zdrowiu, m.in. w 1891 r. sama Zazel złamała kręgosłup. Chociaż jej uraz nie skończył się paraliżem, nie powróciła już do występów i zamieszkała w Upper Norwood. Została odnotowana w Księdze Rekordów Guinnessa jako pierwsza ludzka kula armatnia, choć według części źródeł ten tytuł należy do duetu Elli Zuili i George'a Loyala.
Zmarła 8 grudnia 1937 r. w szpitalu Camberwell House w Peckham.